# Hemieuryale pustulata
Hemieuryale pustulata is een slangster uit de familie Hemieuryalidae.
De wetenschappelijke naam van de soort werd in 1867 gepubliceerd door Carl Eduard von Martens.